# Peter Brunner (Theaterleiter)
Peter Brunner (* 5. November 1954 in Zürich) ist Gründer des sogar theater, das er während 20 Jahren leitete. Er ist verheiratet mit der Kunstmalerin Doris Aebi und hat aus erster Verbindung eine Tochter.

## Werdegang
Peter Brunner besuchte die Volksschule in Opfikon-Glattbrugg. Er absolvierte eine dreijährige kaufmännische Ausbildung und verfolgte nach Bürotätigkeiten diverse Berufswege. Der Arbeit als Buchantiquar folgte eine Anstellung in der Studienbibliothek zur Geschichte der Arbeiterbewegung des Zürcher Buchhändlers Theo Pinkus. Der von Brunner entwickelte Schlagwortkatalog fand Eingang in die Kunst: Chris Bünter verwandte das Kompendium für seine Installation 2 Anrufe bei Counter Space. Während der Bibliothekszeit knüpfte Brunner, im Zusammenhang mit Textkonzepten aus Archivbeständen, erste Kontakte zur Theaterwelt. 2004 schloss er den vierjährigen Studiengang Advanced Studies in Cultural Management an der heutigen Hochschule Luzern mit dem Master ab.

## Theater
1998 initiierte Brunner zusammen mit seiner Frau Doris Aebi sowie nahestehenden Künstlerinnen und Schauspielern das «sogar theater». Brunner leitete bis Ende der Saison 2017/18 das Theater, ist Dramaturg und Produzent. 
2000 erhielt das «sogar theater» den Theaterpreis des Kantons Zürich, 2007 den Sozial- und Kulturpreis der ZFV-Unternehmungen und 2017 die Goldene Ehrenmedaille durch den Zürcher Regierungsrat. Dies ist eine Auszeichnung für kulturelle Institutionen und Initiativen, die sich im kulturellen Leben im Kanton Zürich verdient gemacht haben.
2017 zeichnete die Stadt Zürich das sogar theater aus mit einer Anerkennungsgabe in der Höhe von 25'000 Franken im Bereich Theater. Im Mai/Juni 2019 verantwortete und produzierte er «alles in allem 2019. eine theaterreise» während 12 Stunden auf den Spuren des Romans «Alles in Allem» von Kurt Guggenheim durch die Stadt Zürich.

## Politik
Von 1981 bis 1984 gehörte Brunner zur SP-Fraktion im Grossen Gemeinderat (Legislative) von Opfikon-Glattbrugg. Davor war er Mitglied der kommunalen Fürsorgekommission Opfikon-Glattbrugg. Von 1998 bis 2016 war er Gründungsmitglied und Genossenschaftspräsident des Zürcher Verlags «edition8». Seit 1989 publizierte und veröffentlichte er im Zusammenhang mit den Tätigkeiten in der Studienbibliothek zur Geschichte der Arbeiterbewegung.

## Theaterarbeiten (Auswahl, teilweise in Zusammenarbeit mit Dritten)

### Dramaturgie
- Kein Land des Lächelns. Für Fritz Löhner-Beda
- Zarah 47
- Moskva Petuski
- Aufzeichnungen eines Psychopathen
- Sie streifen so nah am Geheimnis
- Frisch & Früh
- Widmer!
- Lenin Dada
- Rosa Luxemburg – Herbarium der Politik
- Alles in Allem[7]

### Textkonzepte für szenische Lesungen
- Aline Valangin und Wladimir Rosenbaum
- Walter Matthias Diggelmann
- Hanny Fries und Ludwig Hohl
- Paul Celan und Ilana Shmueli
- Varlin
- Otto Steiger
- Jürgen Fuchs
- Miriam Pinkus
- Bruno Schnyder

## Medien / Interviews
Zu seiner letzten Saison wurde Peter Brunner im Oktober 2017 von Stine Wetzel (Tagblatt Zürich) interviewt.
Ebenfalls im Oktober 2017 wurde auf Radio SRF 2 Kultur ein Tandemgespräch von Peter Brunner mit seinem Nachbarn aus dem Kreis 5, Ghamkin Saleh, aufgenommen. Es geht um Pioniergeist, Gastfreundschaft und die Kunst, mit wenig Geld grosse Träume zu verwirklichen.
Anlässlich der Verleihung des Anerkennungspreises der Stadt Zürich im November 2017 portraitierte Cordelia Fankhauser Peter Brunner auf Radio SRF 1 im Regiojournal.
Über 120 Medienberichte erscheinen im Zusammenhang mit «alles in allem 2019. eine theaterreise. 12 Stunden auf den Spuren des Romans Alles in Allem» von Kurt Guggenheim durch die Stadt Zürich.